# Timocari
Timòcari o Timocaride di Alessandria (in greco antico: Τιμόχαρις?, Timòcaris, in latino Timochăris; 320 a.C. circa – 260 a.C.) è stato un astronomo e filosofo greco antico, nato probabilmente ad Alessandria e contemporaneo di Euclide: intorno al III secolo a.C., in collaborazione con Aristillo, compilò il primo catalogo stellare del mondo occidentale.

## Osservazioni
Le scarse notizie a noi pervenute su Timocari si devono alle citazioni di Tolomeo nell'Almagesto, dalle quali emerge che, tra gli anni 290 e 280 a.C., egli lavorò in Alessandria: Tolomeo elencò la declinazione di 18 stelle così come riportate da Timocari e Aristillo intorno all'anno 290 a.C., primo esempio di catalogo stellare del mondo occidentale.
Tra il 295 e il 272 a.C., Timocari registrò quattro occultazioni e il passaggio di Venere davanti a una stella: tali eventi vennero registrati usando sia il calendario egiziano sia quello ateniese. È probabile che il passaggio di Venere davanti alla stella sia stato quello verificatosi il 12 ottobre del 272 a.C., quando il pianeta si trovò a meno di 15 primi da Eta Virginis. Quelle di Timocari sono tra le registrazioni greche più antiche che si conoscano, superate soltanto da quelle relative al solstizio d'estate risalenti al 432 a.C. e dovute a Euctemone e Metone di Atene.
Lavorò con Aristillo in un osservatorio astronomico che fu con ogni probabilità parte della Biblioteca di Alessandria: le loro attrezzature dovevano essere semplici, costituite probabilmente da gnomoni, da meridiane e da una sfera armillare.
I due furono contemporanei di Aristarco di Samo anche se non è chiaro se ci siano state delle associazioni tra Timocari e Aristarco.
È stato dato il suo nome all'omonimo cratere lunare.

## Precessione degli equinozi
Durante le sue osservazioni, Timocari rilevò che la stella Spica era localizzata a 8° a ovest dell'equinozio di autunno: circa 150 anni dopo, Ipparco di Nicea notò che Spica si trovava invece a soli 6° a ovest dell'equinozio di autunno e risalì al periodo durante il quale Timocari aveva fatto le sue rilevazioni in base a registrazioni di precedenti eclissi lunari. Dalla differenza nella posizione di Spica, Ipparco dedusse che la longitudine delle stelle cambiava nel tempo, cosa che lo portò a calcolare il primo valore della precessione degli equinozi, fissandolo in meno di 1/100° l'anno.